# بطولة تونس لكرة السلة للسيدات 2021–22
بطولة تونس لكرة السلة للسيدات 2021–22 هو الموسم رقم 67 من بطولة تونس لكرة السلة للسيدات.

فاز بهذا الموسم الأمل الرياضي بالوطن القبلي.

## روابط خارجية
- الموقع الرسمي للجامعة التونسية لكرة السلة.